# مریجون تاکاهاشی
مریجون تاکاهاشی (انگلیسی: Maryjun Takahashi; ۸ نوامبر ۱۹۸۷ – ) مدل (شخص)، بازیگر اهل ژاپن بود.
از فیلم‌ها یا برنامه‌های تلویزیونی که وی در آن نقش داشته‌است می‌توان به شمشیرزن دوره‌گرد: جهنم کیوتو، شمشیرزن دوره‌گرد: افسانه پایان می‌یابد اشاره کرد.